# سامانه دفاع نزدیک دریایی دروازه‌بان
سامانه دفاع نزدیک دریایی دروازه‌بان (به انگلیسی: Goalkeeper CIWS) یک سامانه دفاعی هلندی است که معنای نام آن «دروازه‌بان» است در حقیقت یکی از بهترین سامانه‌های دفاع نزدیک دریایی در جهان به‌شمار می‌آید. سامانه گل کیپر از یک توپ گاتلینگ ۷ لول با نرخ آتش ۴۲۰۰ گلوله در دقیقه استفاده می‌کند.

## مشخصات و عملکرد
این توپ می‌تواند انواع گلوله‌های شدید الانفجار و ضد زره را استفاده کند. این سامانه هلندی از یک مجموعه راداری دو کاره در باندهای K و I بهره می‌برد. یک بخش از این رادار وظیفه شناسایی هدف و بخش دیگر وظیفه تعقیب و درگیری با آن را بر عهده دارد. استفاده از دو باند رادارای گوناگون باعث شده‌است که حجم بالایی از اطلاعات متفاوت به این سیستم منتقل شده و آن را قادر سازد به سرعت نسبت به شناسایی دوست از دشمن و همچنین نوع واکنش به دشمن اقدام کند. همچنین مقاوت این سامانه به دلیل استفاده از دو باند راداری متفاوت در برابر جنگهای الکترونیک بالا است
این توپ می‌تواند با اهدافی تا فاصله ۲ کیلومتری با توجه به نوع مهمات به کار رفته در آن درگیر شود. زمان واکنش این سامانه به اهدافی مثل موشک کروز ضد کشتی مافوق صوت با سرعتی در حدود ۲ ماخ چیزی در حدود ۵٫۵ ثانیه است. سامانه گل کیپر از جمله سیستم‌های موفق در بازار صادارات به‌شمار می‌آید و به کشورهای انگلستان، بلژیک، قطر، کره جنوبی، پرتغال و شیلی صادر شده‌است.

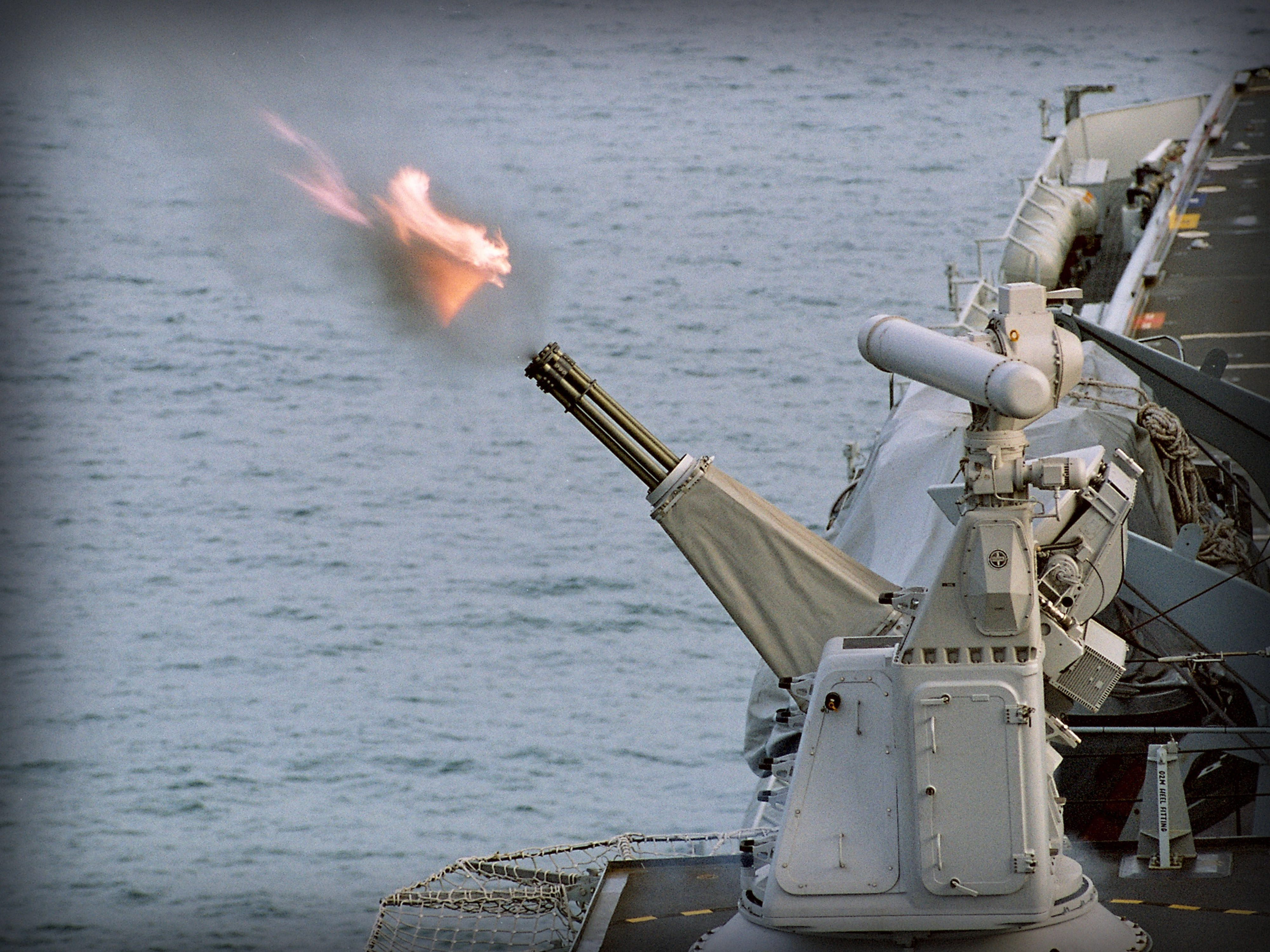
سیستم هلندی گل‌کیپر (دروازه‌بان) بر روی ناو هواپیمابر الیوستریوس نیروی دریایی بریتانیا